# Астрономічна ліга
Астрономічна ліга (англ. Astronomical League) — парасолькова організація, що поєднує аматорські астрономічні товариства США. Вона включає понад 330 організацій, а також низку розширених членів (англ. Members-at-Large), меценатів (Patrons) та членів-підтримувачів (Supporting members).
Ціллю створення Астрономічної ліги є розвиток астрономії шляхом сприяння астрономічній освіті, астрономічним спостереженням і дослідженням, а також спілкуванню між аматорськими астрономічними товариствами.
Астрономічна ліга присуджує ряд нагород за астрономічні спостереження та видає журнал The Reflector.

## Історія
Створення Астрономічної ліги почалося 1939 року, коли члени одинадцяти аматорських астрономічних товариств зустрілися в Американському музеї природознавства в Нью-Йорку. Потім аналогічні зустрічі відбулися в Піттсбурзі 1940 року, Вашингтоні 1941 року та Детройті 1946 року. У ході цих зустрічей назва організації змінилася від Ліги астрономів-аматорів Америки до Ліги астрономів-аматорів. Друга світова війна перервала зустрічі, але на зустрічі 1946 року була створена постійна організація як загальнонаціональна федерація аматорських товариств.
Наступний з'їзд відбувся у Філадельфії 4 липня 1947 року, де федерація була офіційно заснована з прийняттям статуту, обранням посадових осіб і зміною назви на назву «Астрономічну лігу». Незабаром після цього ліга була офіційно зареєстрована як неприбуткова організація.
2003 року Астрономічна ліга створила постійний Національний офіс — місце для зустрічей зберігання документів і загального керівництва. Тоді ж Астрономічна ліга найняла свого першого співробітника — офіс-менеджера. Національний офіс розташований в Канзас-Сіті.

## Нагороди
Нагороди, які присуджує ліга, включають премію Леслі Пелтьєра (англ. Leslie C. Peltier Award), премію Джека Горкгеймера (Jack Horkheimer Award) та Національну премію молодих астрономів (National Young Astronomer's Award).

### Премія Леслі Пелтьєра
Премія Леслі Пелтьє — це щорічна нагорода, яку Астрономічна ліга присуджує астрономам-аматорам, які зробили внесок у спостереження, що мають значення для майбутніх досліджень. Вона була створена в 1980 році, а перше нагородження відбулося в 1981 році.
Нагорода названа на честь Леслі Пелтьєра, астронома-любителя з Делфоса, штат Огайо, якого Гарлоу Шеплі назвав «найвидатнішим у світі непрофесійним астрономом».

### Національна премія молодих астрономів
Національна премія молодих астрономів — це нагорода, яку Астрономічна ліга присуджує учням старшого шкільного віку, які досягли успіхів в астрономічних дослідженнях.

## Програми спостережень
Однією з найважливіших програм Астрономічної ліги є програми спостережень (англ. Observing Programs), у рамках кожної з яких люди повинні виконувати певні спостереження, після завершення яких вони отримують сертифікат та іноді значок. Астрономічна ліга затвердила свою першу програму спостережень під назвою «Клуб Мессьє» в 1966 році. Програма пропонувала аматорам та спостерігати за об'єктами каталогу Мессьє. Спостерігачі за 70 об'єктів отримували сертифікат, а спостерігачі з повним списком зі 110 об'єктів отримували сертифікат і значок.
Чотирнадцять років потому була додана друга програма зі спостереження 400 об'єктів зі списку Гершеля. До 2000 року існувало 15 програм спостережень, деякі з яких мали кілька рівнів. У 2014 році Майк Бенсон і Аарон Клевенсон були призначені національними директорами програм спостережень, щоб контролювати роботу координаторів кожної програми. Пізніше на посадах директорів також працювали Кліфф Майгатт, Ламперті, Майнард Піттендрей, Марі Лотт. До 2018 року було 63 програми спостережень та майже стільки ж координаторів програм.
У 2001 році була започаткована нагорода майстра-спостерігача (англ. Master Observer Award), яка вимагала виконання п'яти конкретних програм спостережень (програми спостережень об'єктів Мессьє, програми спостережень об'єктів Мессьє в бінокль, програми спостережень Місяця, програми спостережень подвійних зір та програми спостережень 400 об'єктів Гершеля) і ще 5 інших програм на вибір спостерігача. У 2016 році були додані нові програми рівня майстра. Були додані складніші срібний, золотий та платиновий рівні майстра-спостерігача.

## Колишні президенти
- Гарлоу Шеплі (тимчасово, червень-липень 1947)
- Едвард Гальбах[en] (1947—1948)
- Гелен Федерер (1948—1949)
- Чарльз Леруа (1949—1951)
- Боб Райт (1951—1952)
- Роллан Лапель (1952—1954)
- Джеймс Карли (1954—1955)
- Грейс Шольц (1955—1957)
- Рассел Мааг (1957—1958)
- Чендлер Голтон (1958—1960)
- Норм Далке (1960—1962)
- Ральф Дакін (1962—1964)
- Артур Сміт (1964—1966)
- Джин Тенді (1966—1968)
- Вільям Дюваль (1968—1970)
- В Шевтон (1970—1972)
- Боб Райт (1972—1974)
- Роберт Фрід (1974—1975)
- Роллін ван Зандт (1975—1977)
- Роберт Фрід (1977—1978)
- Роберт Янг (1978—1980)
- Орвілл Бретман (1980—1982)
- Джеррі Шерлін (1982—1984)
- Джордж Елліс (1984—1986)
- Джим Браун (1986—1988)
- Кен Віллкокс[d] (1988—1990)
- Джеймс Фокс (1990—1994)
- Баррі Бімен (1994—1998)
- Чарльз Аллен (1998—2002)
- Роберт Гент (2002—2006)
- Террі Манн (2006—2010)
- Керролл Йорг (2010—2014)
- Джон Госс (2014—2018)
- Вільям Богардус (2018, помер на посаді)
- Рон Крамер (2018—2020)
- Керролл Йорг (від 2020)